# Johannes Hoffmann (Politiker, 1889)
Johannes Hoffmann (* 5. September 1889 in Hönningen; † 25. Februar 1960 in Engelskirchen) war ein deutscher Politiker der Zentrumspartei.

## Leben
Hoffmann studierte von 1914 bis 1918 an den Universitäten in Bonn und Berlin Landwirtschaft und war von 1918 bis 1921 Geschäftsführer der Rheinischen Bauernvereine. Von 1921 bis 1945 war er Direktor der Landwirtschaftsschule Lindlar und anschließend bis 1948 Referent für das landwirtschaftliche Schulwesen beim Oberpräsidium und Landwirtschaftsamt Bonn. 

## Politik
Bereits in der Weimarer Republik gehörte Hoffmann dem Zentrum an, an dessen Wiederaufbau er sich nach dem Zweiten Weltkrieg beteiligte. 1923 übernahm er den Ortsvorsitz des Zentrums in Lindlar und wurde auch stellvertretender Kreisvorsitzender. Er war von 1926 bis 1933 und wieder ab 1946 Mitglied des Kreises Wipperfürth und später des Rheinisch-Bergischen Kreises in Bergisch Gladbach. 1945/46 war er Bürgermeister in Lindlar und seit 1947 Zentrums-Kreisvorsitzender. Am 14. Dezember 1949 rückte er für Bernhard Reismann, der in den Bundestag gewählt worden war, in den Landtag von Nordrhein-Westfalen nach, dem er bis zum 17. Juni 1950 angehörte. Der Landtag wählte ihn zum Mitglied der ersten Bundesversammlung, die 1949 Theodor Heuss zum Bundespräsidenten wählte. Am 7. August 1951 zog er nach dem Tod Wilhelm Hamachers in den Deutschen Bundestag ein und gehörte dem Bundesparlament bis zum Ende der ersten Wahlperiode an.